# Dalan
Dalan (укр. Дала́н) — турецька компанія з виробництва засобів особистої гігієни.

## Опис
Dalan є однією з компаній, які виробляють «екологічно чисту» подукцію, входить до трійки найбільших виробників засобів особистої гігієни Туреччини, з річним виробництвом 50 тисяч тонн мильного бруска, косметики та гліцерину, експортує 60% своєї продукції на зовнішні ринки. Об'єкти Dalan Kimya побудовані в Ізмірі, Пінарбаші, на території, загальна площа якої складає 70 000 м2, основне виробництво, склади продукції та сировини якої займають 30 000 м2, де під керівництвом голови ради директорів Акіна Далана, вона стала однією з провідних установ у Туреччині, експортуючи свою продукцію в понад 100 країн світу під різними зареєстрованими брендами: Dalan, Diana, Nancy, Cindy, Alara, Adalya та Roxy. В асортименті є як продукти особистої гігієни, такі як кускове та рідке мило, гелі для душу, лосьйони для тіла, креми для волосся, рук і тіла, креми для гоління та шампуні, так і промислові продукти, такі як технічний і фармацевтичний гліцерин, мильна локшина та гранульоване мило. До 2007 року продукція Dalan Kimya досягла 132 країн на 5 континентах. Dalan займає 20% частки турецького експорту кускового мила, а за його обсягом вона входить до п'ятірки найбільших компаній-експортерів у підсекторі мила та інших засобів для чищення.
З моменту заснування Dalan зберігає лідерство у виробництві мила з оливковою вичавкою та є найбільшим у Туреччині виробником традиційного мила зі 100% чистої оливкової олії, яке виготовляється повністю вручну за формулою, що зберігалася століттями. Олію віджимають з оливок Егейського регіону на заводі Dalan Yag, розташованому в Айдіні, Кешк. Сировина, яка використовується у виробництві мила Dalan, а також для аналізу та контролю кінцевої продукції відповідає стандарту TS-54. Гліцерин є побічним продуктом мила, а аналіз і контроль виробництва гліцерину Dalan відповідає специфікаціям продукту, визначеним TS-829, USP-32 United States Pharmacopeial і European Pharmacopoeia 4.

## Історія
У 1941 році в майстерні в секторі Намазга в Ізмірі Хамді Далан з 600 співробітниками, використовуючи традиційні методи та новітні технології, на загальній площі 220 тисяч квадратних метрів розпочав виробляти традиційне мило бренду Dalan зі 100% чистої оливкової олії. В 1976 році сім'я Далан перетворила цю майстерню на Dalan Kimya Endustri A.Ş. У 1981 році Dalan запустив сучасне виробництво мила та гліцерину на своїх нових підприємствах Pinarbasi в Ізмірі, а в 2006 році розпочав виробництво косметики.
У 2003 році Dalan отримав сертифікат системи управління якістю ISO-9001:2008 та ISO-22716:2007 Cosmetics GMP (Good Manufacturing).
Зейнеп Далан, яка здобула освіту за кордоном і приєдналася до Dalan Kimya в якості члена правління після роботи у великих міжнародних компаніях, звернула увагу на те, що компанія інвестувала приблизно 5 мільйонів турецьких лир в d'Olive, та підкреслила, що інвестиційний бюджет, виділений у 2011 році, становив 1 мільйон доларів і що ці інвестиції продовжуватимуть збільшуватися.

## Соціальна відповідальність

### Музей мила
Миловарний завод у Кемералті, який був заснований Хамді Даланом в Ізмірі в 1941 році, належить муніципалітету Конак і промисловості та торгівлі Хамді Далана Сабуна. Протокол про відкриття музею в історичній будівлі в Кемералті як «Музей мила Хамді Далан муніципалітету Конак» був підписаний мером Конака. Його підписали Айсу Далан Бенліоглу, заступник голови правління Dalan Kimya, і Зехра Айла Кебапчі від імені A.Ş. У 2013 році Муніципалітет Конак готувався додати до своїх бутикових музеїв, інтегрованих з історією, новий музей. Завдяки розробці проекту та реставраційним роботам муніципалітету Конак, очікувалося що підприємство з виробництва мила буде включено до життя міста як «Музей мила Хамді Далан муніципалітету Конак», музей буде зареєстровано у Міністерстві культури і туризму а будівля збереже первісний стан, та зможе розповісти про здоров'я та красу в Ізмірі, столиці оздоровчого туризму. Розташований дуже близько до готелю Kızlarağası Inn, музей відродив туризм у центрі міста та сприяє торговцям Кемералті та економіці міста. Історичну будівля миловарного заводу, заснованого Хамді Даланом, було відреставровано муніципалітетом Конака та перетворено на музей, щоб зберегти пам'ять про Хамді Деде, який вперше заснував миловарний завод в Ізмірі та відродив економіку міста. Завдяки історичному підпису, будівлю, яку збиралися знести, було врятовано, а Ізмір відновив свою забуту цінність.

## Нотатки
1. ↑  Стандарт мила, визнаний Туреччиною.
2. ↑  Стандарти гліцерину, гарантовані Туреччиною.
3. ↑  Стандарти гліцерину, гарантовані Сполученими Штатами.
4. ↑  Стандарти гліцерину, гарантовані країнами Європейського Союзу.
5. ↑  Сертифікат, який показує, що ці стандарти впроваджені як метод управління.
6. ↑  Сертифікат, що задокументував його активну діяльність.